# 高雄捷運環狀輕軌Citadis X-05 305系電聯車
高雄捷運環狀輕軌Citadis X-05 305系電聯車是一款高雄捷運環狀輕軌上營運的動力分散式電聯車，為法國阿爾斯通股份公司製造的阿爾斯通 Citadis X-05系列車輛，首列列車於2018年9月5日運抵高雄前鎮機廠，並於同月27日於C15到C17站的路段，開始上線行車測試，2020年11月2日開始於籬仔內(C1)站～哈瑪星(C14)站路段上線營運，為臺灣繼台北捷運VAL256型電聯車之後再度購入由法國製造的列車。

## 概述
高雄捷運環狀輕軌Citadis 305系電聯車為高雄輕軌第二階段的15列列車為法國阿爾斯通Citadis X-05系列車輛，首列列車於2018年9月5日運抵高雄前鎮機廠，第二輛列車歷經1個多月的海運，2018年12月13日凌晨4點抵達前鎮機廠，並進行車廂卸載作業。2019年1月第七輛列車已抵達高雄。2019年6月第十一輛列車抵達高雄。2021年12月增購之4列列車皆已送抵前鎮機廠，將投入2022跨年疏運行列。

## 規格與構造

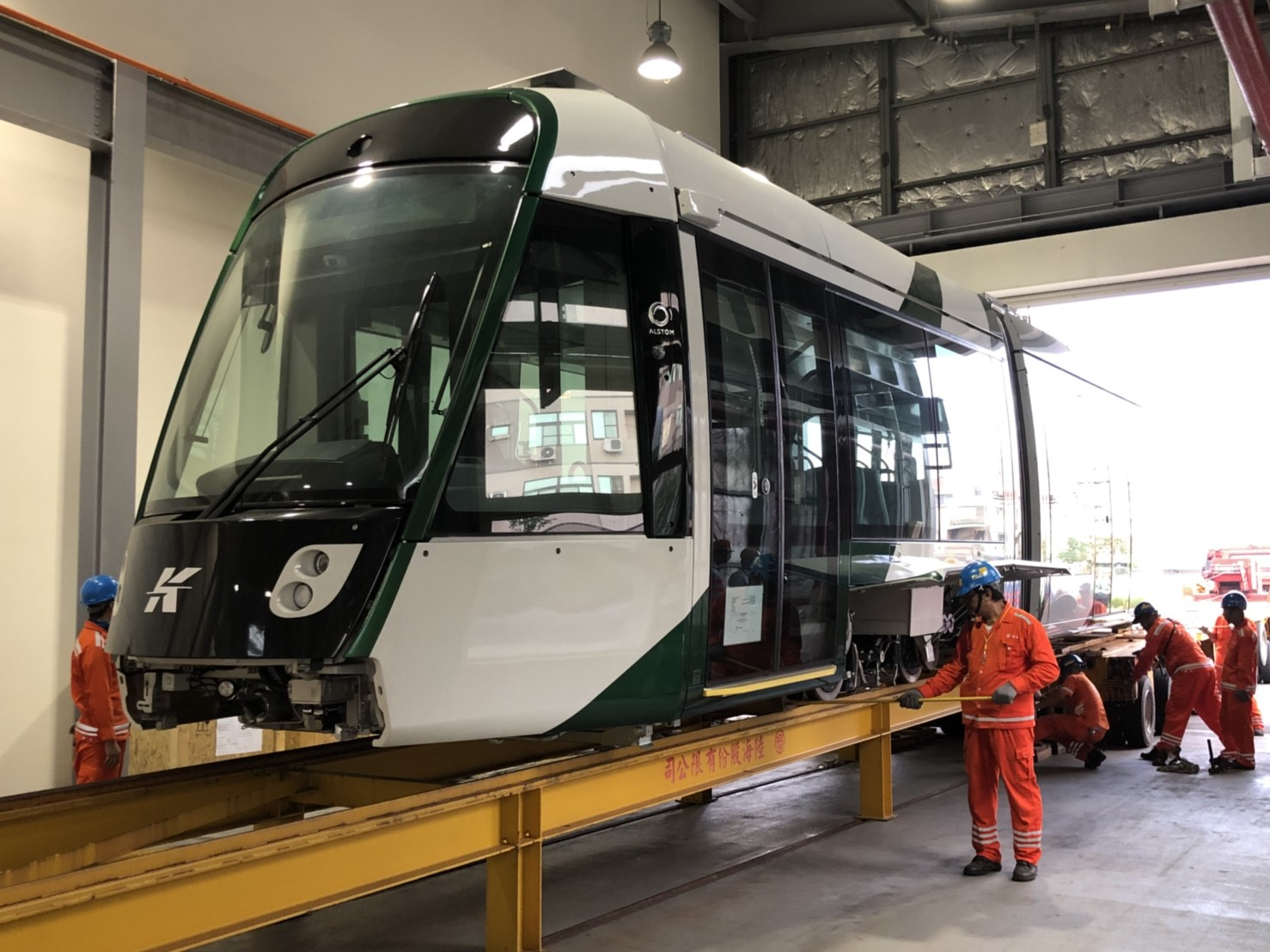
甫運到機廠的Citadis 305列車

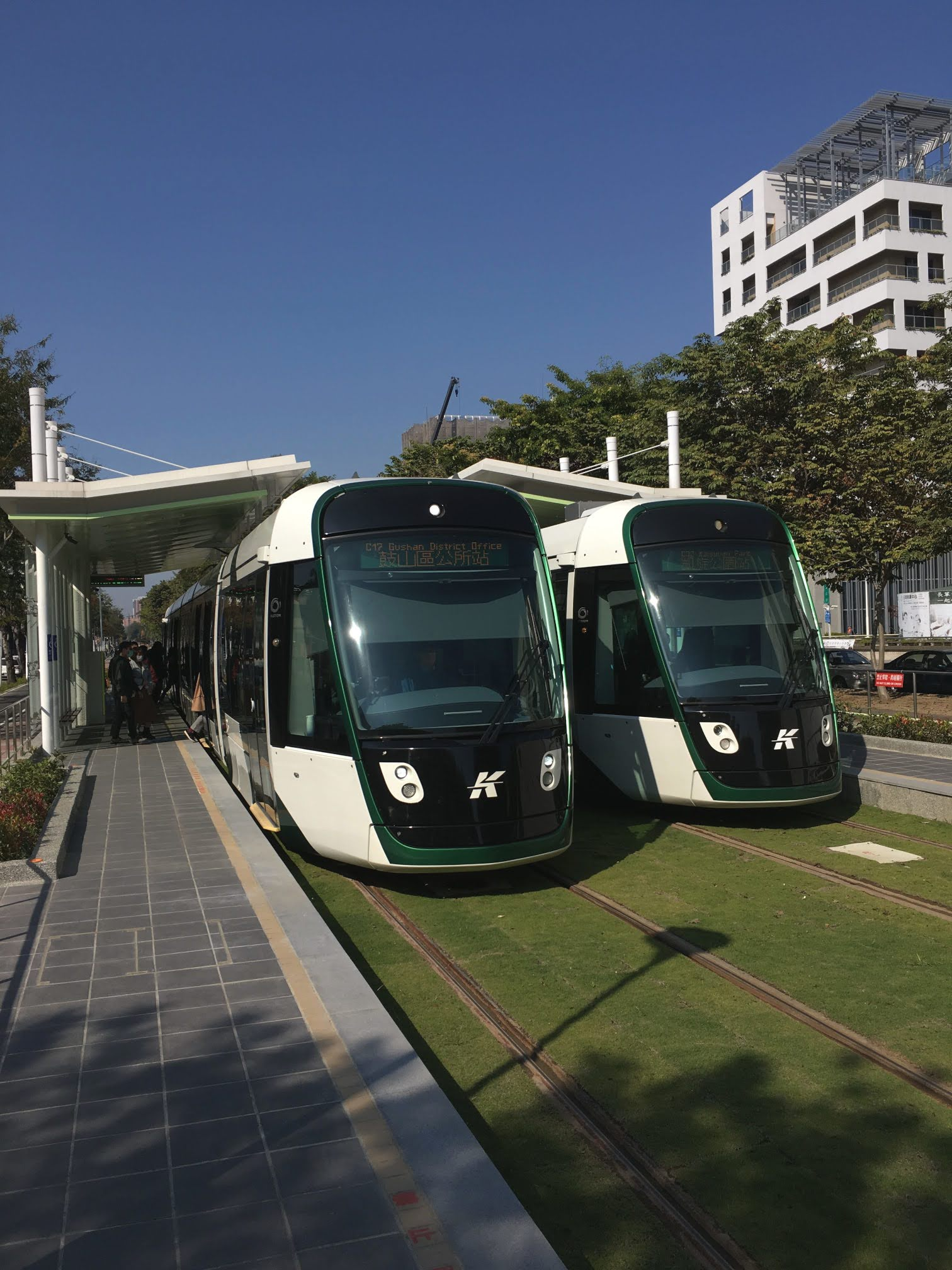
於衛生局站雙向停靠的Citadis 305列車

本型列車由中國鋼鐵得標，後續與其合作廠商法國阿爾斯通公司進行設計與承造工作，以該公司旗下開發之Citadis系列系統作為基礎，採用超級電容技術，可於靠站時迅速充電，適合運行於無架空線路段。列車編組部分與CAF Urbos 3系電聯車相同，採模組化車廂生產，第二與第四節車廂不設置轉向架，集電弓位於第三車廂上方，原則上規格與CAF Urbos 3系電聯車相同，僅有車輛端面外型較扁平，塗裝為黑綠底。

### 與CAF Urbos 3系比較
| 項目          | 第1期・Urbos 3                                          | 第2期・Citadis X-05 305                                 |
| ------------- | ------------------------------------------------------- | ------------------------------------------------------- |
| 製造          | CAF                                                     | 阿爾斯通                                                |
| 暱稱          | 小綠綠                                                  | 小黒綠                                                  |
| 全長          | 34,166 mm                                               | 33,400 mm                                               |
| 全寬          | 2,650 mm                                                | 2,650 mm                                                |
| 全高          | 3,600 mm                                                | 3,600 mm                                                |
| 編組          | Mc1–S1–T–S2–Mc2                                         | M1–SC1–NP–SC2–M2（p. 26）                               |
| 素材          | 鋁合金                                                  | 鋁合金                                                  |
| 無架線        | 全區間                                                  | 全區間                                                  |
| 電氣方式      | DC750V                                                  | DC750V                                                  |
| 馬力（p. 16） | 8kWh                                                    | 9kWh                                                    |
| 轉向架        | 第1,5車有動力轉向架、第2,4車無轉向架、第3車無動力轉向架 | 第1,5車有動力轉向架、第2,4車無轉向架、第3車無動力轉向架 |
| 座位          | 64                                                      | 66                                                      |
| 編成定員      | 250                                                     | 250                                                     |
| 讀卡機        | 4台                                                     | 6台                                                     |
| 總數量        | 9列                                                     | 15列（4列為後續擴充條款）                               |

## 列車配屬
全數配屬於前鎮機廠。

## 得獎
- 榮獲2020中華民國行政院公共工程委員會金質獎[16]。